# بيرت كولمان
بيرت كولمان (بالإنجليزية: Bert Coleman)‏ (19 أكتوبر 1889 في المملكة المتحدة - 15 يونيو 1958) هو لاعب كرة قدم بريطاني (وحمل سابقاً جنسية المملكة المتحدة لبريطانيا العظمى وأيرلندا) في مركز حراسة المرمى. شارك مع منتخب إنجلترا لكرة القدم. أما مع النوادي، فقد لعب مع دولويتش هاملت.

## وصلات خارجية
- بيرت كولمان على موقع ناشيونال فوتبول تيمز (الإنجليزية)